# Шведский колонистский округ
Шведский колонистский округ — шведские и немецкие колонии, располагавшиеся на правом берегу Днепра, северо-восточнее Херсона, в которые князь Григорий Александрович Потёмкин переселил шведов с острова Даго. Основан в 1782 году. Входил в состав Херсонского уезда Херсонской губернии Российской империи. Центром округа считалось село Альт-Шведендорф (ныне Змиевка). В 1871 году произошла ликвидация округа с последующим образованием Старошведской волости Херсонского уезда.
Территория округа составляла 9009 десятин. По состоянию на 1857 год, в нём было 145 дворов и 21 семья, не обладавшая собственными владениями. По данным 1841 года, функционировали 21 мельница, 30 ткацких станков, 5 церквей и молитвенных домов, а также одна школа.
При поселении каждой семье должно было быть выделено 60 десятин земли, также переселенцы освобождались от выплаты налогов сроком на 4 года. На предложение откликнулись 422 мужчины и 513 женщин. 86 человек погибли во время переезда от оспы, которой, вероятно колонисты заразились на территории Белоруссии. Среди переселенцев наблюдалась высокая смертность от болезней.
В 1786—1787 на территорию округа переселили 14 семей данцигских лютеран, смертность среди которых также была высокой. Считается, что причинами сильного сокращения населения стали перемена климата, низкое качество питания, недостаточное количество жилищ и нехватка жизненно необходимых вещей.
В 1803 и 1804 годах были основаны поселения Мюльхаузендорф и Клостердорф для переселенцев из юго-западных немецких областей и поселение Шлангендорф для жителей Пруссии и Померании.

## Население
| № | Численность | Год  |
| - | ----------- | ---- |
| 1 | 498         | 1818 |
| 2 | 1233        | 1834 |
| 3 | 1691        | 1841 |
| 4 | 2356        | 1859 |